# ریورویو، وایز، ویرجینیا
ریورویو (به انگلیسی: Riverview) یک منطقهٔ مسکونی در ایالات متحده آمریکا است که در شهرستان ویس، ویرجینیا واقع شده‌است. ریورویو ۷۸۲ نفر جمعیت دارد.